# Wanis al-Qaddafi
Wanis (Wasti) al- Qaddafi, född 1924, död 1986, var Libyens premiärminister 4 september 1968 till 31 augusti 1969, det vill säga den sista regeringschefen under monarkin som avskaffades den 1 september 1969 efter en militärkupp ledd av överste Muammar al-Qadhdhafi. Wanis al-Qaddafi var även Libyens utrikesminister 1962–63 i ministären Said.